# أبيرو كيبيدي
أبيرو كيبيدي شيواي (من مواليد 12 سبتمبر 1989) عداءة أثيوبية للمسافات الطويلة، متخصصة في سباقات الطرق. أفضل وقت قياسي لها في سباق نصف الماراثون هو 01:07:39  وتعتبر واحدة من أسرع العداءات الإثيوبيات. وحصلت على الميدالية البرونزية في نصف ماراثون دورة ألعاب القوى العالمية عام 2009. وفازت أيضا في ماراثون برلين، نصف ماراثون ستراميلانو وماراثون روتردام. أفضل رقم لها في الماراثونات هو 02:20:30.